# Bernstorf (Meklemburgia-Pomorze Przednie)
Bernstorf – miejscowość i gmina w Niemczech, w kraju związkowym Meklemburgia-Pomorze Przednie, w powiecie Nordwestmecklenburg, wchodzi w skład Związku Gmin Grevesmühlen-Land.